# Gertrud Meyer
Gertrud Trude Meyer, detta Trudy (Hannover, 13 luglio 1914 – Hannover, 23 ottobre 1999), è stata una ginnasta tedesca  che partecipò alle Olimpiadi di Berlino dove vinse una medaglia d'oro.
Nel 1940 sposò Bernhard Baier, un pallanuotista tedesco, vincitore di una medaglia d'argento alla stessa olimpiade.